# ضربه (مکانیک)

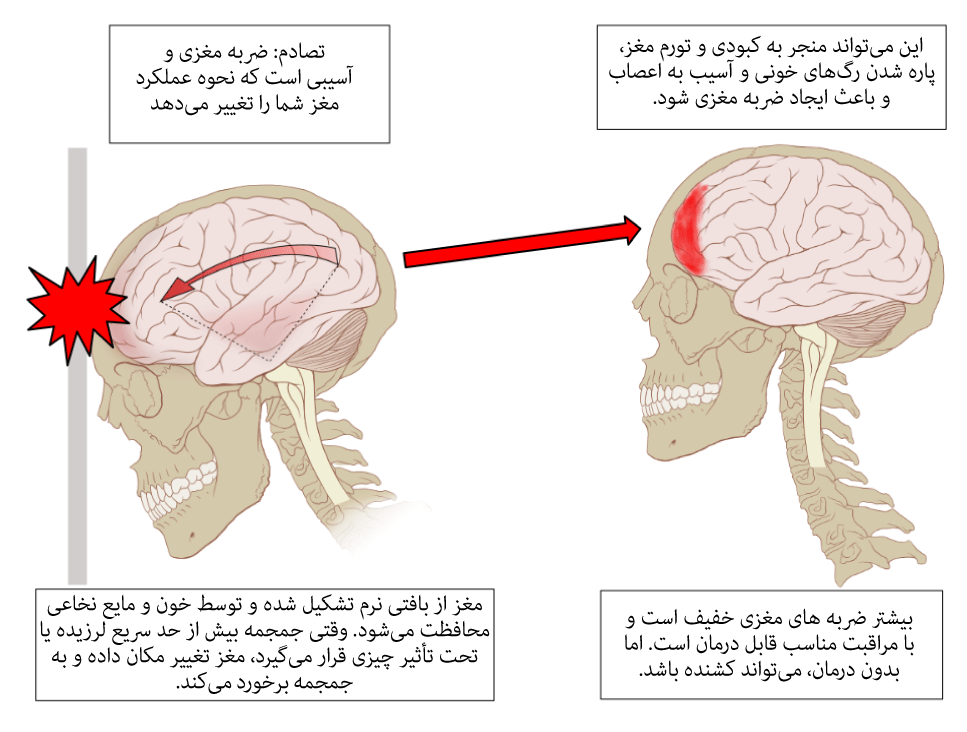
ضربه سر می تواند باعث ضربه مغزی شود. کلاه ایمنی ورزشی به محافظت در برابر آسیب مغزی کمک می کند.

در مکانیک، ضربه (impact) نیروی زیاد یا شوکی است که در مدت زمان کوتاهی هنگام برخورد دو یا چند جسم اعمال می‌شود. چنین نیرویی یا شتابی معمولاً تأثیر بیشتری نسبت به نیروی کمتری که در زمان نسبتاً طولانی‌تری اعمال می‌شود دارد. این تأثیر به شدت به سرعت نسبی اجسام به یکدیگر بستگی دارد.
در سرعتهای عادی، در هنگام برخورد کاملاً غیر الاستیک، جسمی که پرتابه به آن برخورد کرده تغییر شکل می‌دهد و این تغییر شکل بیشترین یا کل نیروی برخورد را جذب می‌کند. از دیدگاه پایستگی انرژی، انرژی جنبشی پرتابه‌ به انرژی گرمایی و صوتی، در نتیجه تغییر شکل و ارتعاشات ناشی آن، تبدیل می‌شود. با این حال، این تغییر شکل‌ها و ارتعاشات نمی‌توانند همزمان اتفاق بیفتند. برخورد با سرعت زیاد (ضربه) زمان کافی برای وقوع این تغییر شکل‌ها و ارتعاشات را فراهم نمی‌کند. بنابراین، جسم برخورد شده به گونه‌ای رفتار می‌کند که گویی شکننده‌تر از حالات دیگر است و بیشتر نیروی وارد شده به شکستن جسم می‌پردازد. روش دیگر برای بررسی این مسئله این است که اجسام در مقیاس‌های زمانی کوتاه نسبت به مقیاس های زمانی طولانی مدت شکننده‌ترند: این مربوط به برهم نهی زمان-دما است. مقاومت در برابر ضربه با افزایش مدول کشسان کاهش می‌یابد، به این معنی که مواد سخت‌تر مقاومت کمتری در برابر ضربه خواهند داشت. مواد انعطاف پذیر مقاومت بهتری در برابر ضربه خواهند داشت.
در مقایسه با شرایط بارگیری استاتیک، مواد مختلف می‌توانند در برخورد کاملاً متفاوت رفتار کنند. مواد کِشایی مانند فولاد در برابر بارگیری سریع شکننده‌تر می‌شوند و اسپال‌ها در صورت عدم نفوذ ضربه ممکن است در سمت مقابل ضربه ایجاد شود. نحوه توزیع انرژی جنبشی از طریق سطح مقطع نیز در تعیین واکنش آنها مهم است. پرتابه در نقطه برخورد به یک جسم جامد تنشِ تماسِ هرتزی با تنش های فشاری زیر نقطه تماس، اما با بارهای خمشی در فاصله کمی اعمال می‌کند، از آنجا که اکثر مواد در برابر کشش ضعیف‌تر عمل می‌کنند تا در برابر فشار، این ناحیه‌ایی است که تَرک‌ها تمایل به تشکیل و رشد دارند.